# Claude Philibert Barthelot
Claude-Philibert Barthelot de Rambuteau, conde de Rambuteau (1781 - 1869), fue un alto funcionario de la primera mitad del siglo XIX en Francia. Consejero de Estado y, sobre todo, Prefecto del Departamento del Sena desde 1833 hasta 1848. Durante su mandato puso en marcha la Transformación de París durante el Segundo Imperio con la participación del Barón Haussmann.
El mandato de Rambuteau estuvo marcado de obras con una fuerte influencia de las teorías higienistas que buscaban reemplazar las calles estrechas, tortuosas, y los islotes insalubres del centro de París, que favorecían el desarrollo de epidemias de cólera como la que asoló París poco antes de su nombramiento.
Rambuteau fijó en 13 metros el ancho de una calle que constituye la primera en el centro de la capital. Se trata de la calle Rambuteau, que recuerda el nombre del Prefecto desde 1839. Durante su mandato se finaliza el Arco del Triunfo y el proyecto de la gran avenida de los Campos Elíseos vio la luz.
El lema de Rambuteau era: " el agua, el aire, la sombra ". Hizo modernizar la red de agua potable y ordenó la construcción de numerosas fuentes, algunas de las cuales todavía funcionan en jardines públicos. Desarrolló la iluminación a gas y la plantación de árboles a lo largo de las avenidas. Al comienzo de su mandato la ciudad contaba con 69 luces de gas, al final, 8600. Su nombre está también unido a los baños públicos que instaló en las vías públicas.
- Datos: Q717289
- Multimedia: Claude-Philibert Barthelot, Count of Rambuteau / Q717289